# Comuna Fitionești, Vrancea
Fitionești este o comună în județul Vrancea, Moldova, România, formată din satele Ciolănești, Fitionești (reședința), Ghimicești, Holbănești și Mănăstioara.

## Așezare
Comuna se află în nordul județului, în vecinătatea orașului Panciu, la limita cu județul Bacău și este traversată de râul Zăbrăuți. Prin comună trece șoseaua județeană DJ205J, care o leagă spre sud-est de Movilița și Panciu.

## Demografie
Componența etnică a comunei Fitionești
     Români (95,6%)
     Alte etnii (0%)
     Necunoscută (4,4%)
Componența confesională a comunei Fitionești
     Ortodocși (93,83%)
     Alte religii (1,73%)
     Necunoscută (4,44%)
Conform recensământului efectuat în 2021, populația comunei Fitionești se ridică la 2.318 locuitori, în creștere față de recensământul anterior din 2011, când fuseseră înregistrați 2.286 de locuitori. Majoritatea locuitorilor sunt români (95,6%), iar pentru 4,4% nu se cunoaște apartenența etnică. Din punct de vedere confesional, majoritatea locuitorilor sunt ortodocși (93,83%), iar pentru 4,44% nu se cunoaște apartenența confesională.

## Politică și administrație
Comuna Fitionești este administrată de un primar și un consiliu local compus din 11 consilieri. Primarul, Iordache Cazacu[*], de la Partidul Social Democrat, este în funcție din 2008. Începând cu alegerile locale din 2024, consiliul local are următoarea componență pe partide politice:
|  | Partid                          | Consilieri | Componența Consiliului | Componența Consiliului | Componența Consiliului | Componența Consiliului | Componența Consiliului |
|  | ------------------------------- | ---------- | ---------------------- | ---------------------- | ---------------------- | ---------------------- | ---------------------- |
|  | Partidul Social Democrat        | 5          |                        |                        |                        |                        |                        |
|  | Partidul Național Liberal       | 2          |                        |                        |                        |                        |                        |
|  | Forța Dreptei                   | 2          |                        |                        |                        |                        |                        |
|  | Uniunea Salvați România         | 1          |                        |                        |                        |                        |                        |
|  | Alianța pentru Unirea Românilor | 1          |                        |                        |                        |                        |                        |

## Istorie
La sfârșitul secolului al XIX-lea, comuna făcea parte din plasa Zăbrăuți a județului Putna și era formată din satele Fitionești și Holbănești, cu o populație de 1272 de locuitori. În comună funcționau două biserici și o școală mixtă cu 47 de elevi. La acea vreme, pe teritoriul actual al comunei mai funcționa în aceeași plasă și comuna Mănăstioara, cu satele Ghimicești, Ciolănești și Mănăstioara, cu 1029 de locuitori; aici existau două biserici (la Ghimicești și Mănăstioara).
Anuarul Socec din 1925 consemnează comunele în aceeași plasă, ele având respectiv 1347 (Fitionești) și 1200 de locuitori (Mănăstioara).
În 1950, comunele au fost transferate raionului Panciu din regiunea Putna, apoi (după 1952) din regiunea Bârlad și (după 1956) din regiunea Galați. Comuna Mănăstioara a fost în timp desființată și inclusă în comuna Fitionești. În 1968, comuna a fost inclusă în județul Vrancea.

## Monumente istorice
În comuna Fitionești se află biserica de lemn „Adormirea Maicii Domnului” de la Mănăstioara, monument de arhitectură de interes național datând din secolul al XVIII-lea.
În rest, două alte obiective din comună sunt incluse în lista monumentelor istorice din județul Vrancea ca monumente de interes local, ambele fiind clasificate ca situri arheologice — situl de la „Măriuța Petre” din Fitionești, cuprinzând așezări din Epoca Bronzului târziu (cultura Noua), Epoca Bronzului (cultura Monteoru); și situl de la „Cetățuia” de lângă Mănăstioara (la 800 m sud-vest de sat) cu două așezări eneolitice, una aparținând culturii Cucuteni și alta culturii Gumelnița faza A1.

## Obiective turistice
Pe lângă biserica de lemn din satul Mănăstioara (monument istoric), în comună se mai poate găsi schitul și Mănăstirea Mușunoaiele, mormântul Ecaterinei Teodoroiu precum și Situl arheologic "Cetăţuia" din satul Mănăstioara.